# Landkreis Sangerhausen
Der Landkreis Sangerhausen war ein Landkreis im Süden des Landes Sachsen-Anhalt. Er wurde im Rahmen der Kreisreform Sachsen-Anhalt 2007 mit dem Landkreis Mansfelder Land zum neuen Landkreis Mansfeld-Südharz fusioniert. Nachbarkreise waren im Norden der Landkreis Quedlinburg und der Landkreis Mansfelder Land, im Osten der Landkreis Merseburg-Querfurt, im Süden und Westen der Kyffhäuserkreis und Landkreis Nordhausen.

## Kreistag
Der Kreistag setzte sich zuletzt wie folgt zusammen:
|      | CDU | SPD | Die Linke | FDP | Freie Fraktion | Gesamt |
| 2004 | 16  | 7   | 10        | 7   | 2              | 42     |

(Stand: Wahl am 13. Juni 2004)

## Städte und Gemeinden
Einwohner am 31. Dezember 2006
Einheitsgemeinden
- Sangerhausen, Stadt (30.123)

Verwaltungsgemeinschaften mit ihren Mitgliedsgemeinden

* Sitz der Verwaltungsgemeinschaft
- 1. Verwaltungsgemeinschaft Allstedt-Kaltenborn

1. Allstedt, Stadt * (3.086)
2. Beyernaumburg (778)
3. Blankenheim (1.454)
4. Emseloh (611)
5. Holdenstedt (734)
6. Katharinenrieth (221)
7. Liedersdorf (295)
8. Mittelhausen (590)
9. Niederröblingen (Helme) (453)
10. Nienstedt (409)
11. Pölsfeld (427)
12. Sotterhausen (250)
13. Winkel (327)
14. Wolferstedt (743)

- 2. Verwaltungsgemeinschaft Goldene Aue

1. Berga (Kyffhäuser) (1.898)
2. Brücken (Helme) (908)
3. Edersleben (1.145)
4. Hackpfüffel (262)
5. Kelbra (Kyffhäuser), Stadt * (2.971)
6. Martinsrieth (193)
7. Riethnordhausen (Wallhausen) (563)
8. Tilleda (Kyffhäuser) (918)
9. Wallhausen (Helme) (2.121)

- 3. Verwaltungsgemeinschaft Roßla-Südharz

1. Bennungen (950)
2. Breitenstein (507)
3. Breitungen (496)
4. Dietersdorf (268)
5. Drebsdorf (108)
6. Hainrode (352)
7. Hayn (Harz) (584)
8. Kleinleinungen (138)
9. Questenberg (289)
10. Roßla * (2.319)
11. Rottleberode (1.574)
12. Schwenda (597)
13. Stolberg (Harz), Stadt (1.378)
14. Uftrungen (1.108)
15. Wickerode (298)

## Gebietsveränderungen
Seit 1995 fanden im Landkreis Sangerhausen viele Gebietsveränderungen statt. Von den ursprünglich acht  Verwaltungsgemeinschaften bestanden bei der Auflösung des Landkreises noch drei. In derselben Zeit verringerte sich die Anzahl der Gemeinden von 52 auf 40.

### Änderungen bei Verwaltungsgemeinschaften
- Wechsel der Gemeinde Edersleben aus der Verwaltungsgemeinschaft Sangerhausen in die Verwaltungsgemeinschaft Helme (29. April 2000)
- Neubildung der Verwaltungsgemeinschaft Goldene Aue aus den Verwaltungsgemeinschaften Helme und „Kyffhäuser“ Berga-Kelbra-Tilleda (1. Januar 2004)
- Neubildung der Verwaltungsgemeinschaft Roßla-Südharz aus den Verwaltungsgemeinschaften Roßla und Stolberg/Harz sowie aus den Gemeinden Breitenbach, Großleinungen und Wolfsberg aus der Verwaltungsgemeinschaft Südharz (1. Januar 2005; Name seit dem 13. Mai 2005)
- Neubildung der Verwaltungsgemeinschaft Allstedt-Kaltenborn aus den Verwaltungsgemeinschaften Allstedt und Kaltenborn (1. Januar 2005)
- Auflösung der Verwaltungsgemeinschaft Südharz – Eingliederung der Gemeinden Breitenbach, Großleinungen und Wolfsberg in die Verwaltungsgemeinschaft Roßla-Südharz; Eingliederung der restlichen Gemeinden in die VG Sangerhausen (1. Januar 2005)
- Wechsel der Gemeinde Pölsfeld aus der VG Sangerhausen in die VG Allstedt-Kaltenborn (3. Juli 2005)
- Auflösung der VG Sangerhausen – Eingemeindung der Mitgliedsgemeinden in die Stadt Sangerhausen (1. Oktober 2005)

### Änderungen auf Gemeindeebene
- Auflösung der Gemeinden Breitenbach, Großleinungen und Wolfsberg – Eingemeindung nach Sangerhausen (1. Oktober 2005)
- Auflösung der Gemeinde Riestedt – Eingemeindung nach Sangerhausen (1. Dezember 2005)

## Kfz-Kennzeichen
Anfang 1991 erhielt der Landkreis das Unterscheidungszeichen SGH. Es wurde im Landkreis Mansfeld-Südharz bis zum 21. Oktober 2007 ausgegeben. Dort ist es aufgrund der Kennzeichenliberalisierung seit dem 27. November 2012 wieder erhältlich.